# Memory Almost Full
Memory Almost Full je čtrnácté studiové album Paula McCartneyho. Ve Spojeném království bylo vydáno 4. června 2007 a ve Spojených státech o den později.

## Seznam skladeb
Autorem všech skladeb je Paul McCartney.
1. "Dance Tonight" – 2:54
2. "Ever Present Past" – 2:57
3. "See Your Sunshine" – 3:20
4. "Only Mama Knows" – 4:17
5. "You Tell Me" – 3:15
6. "Mr. Bellamy" – 3:39
7. "Gratitude" – 3:19
8. "Vintage Clothes" – 2:22
9. "That Was Me" – 2:38
10. "Feet in the Clouds" – 3:24
11. "House of Wax" – 4:59
12. "The End of the End" – 2:57
13. "Nod Your Head" – 1:58